# Måns Stenberg

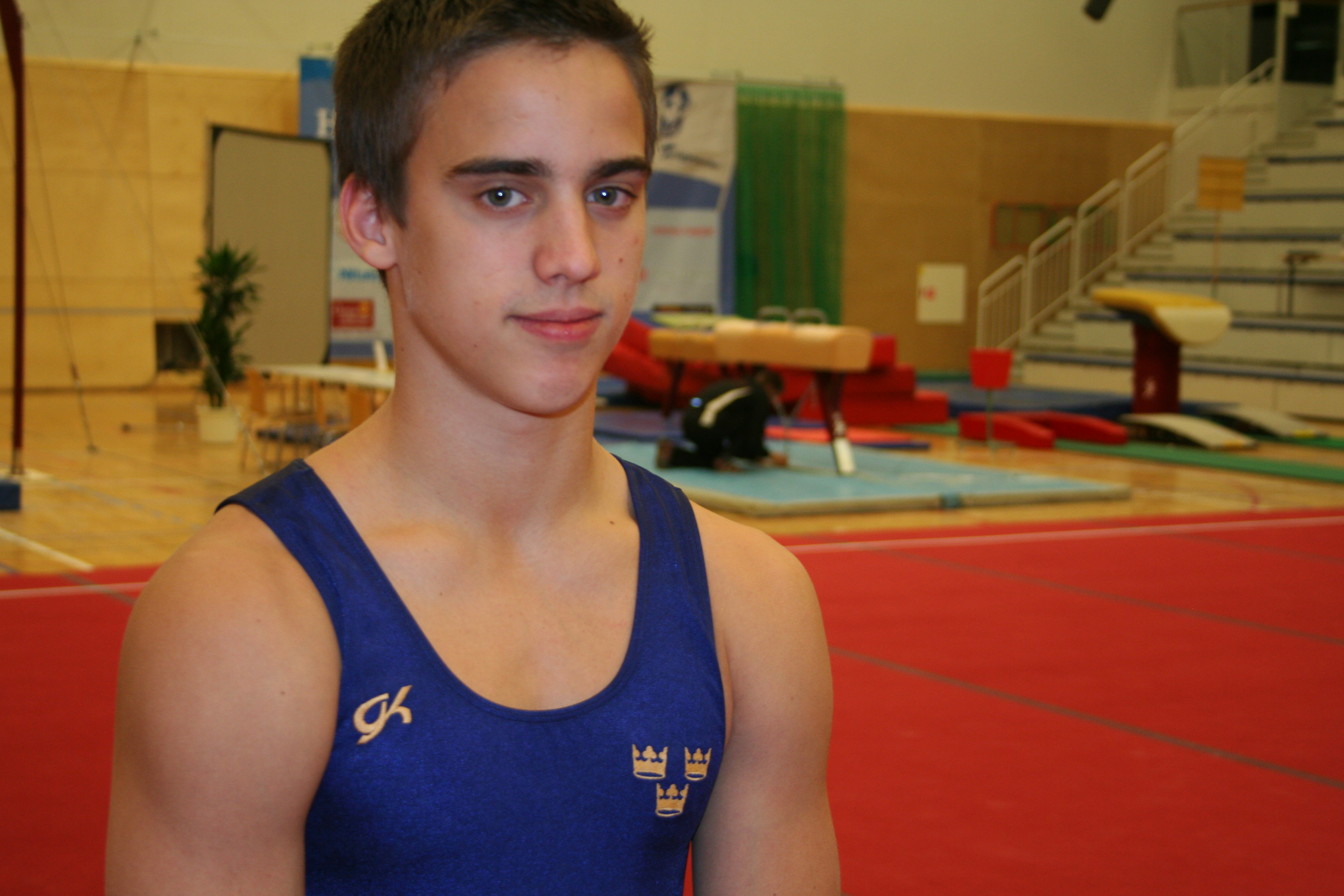
Måns Stenberg 2009

Måns Stenberg, född 21 september 1990 i Norrköping, är en svensk gymnast som tävlar i manlig artistisk gymnastik. Stenberg började i Norrköpings Gymnastikförening och tävlar numer för Brommagymnasterna. Hans tränare är Alexander Manjakin. Stenberg deltog i junior-EM i Lausanne och är kvalificerad för EM 2009 som senior. Måns Stenberg debuterade i landslaget 2003 och 2006 ingick han i seniorlaget vid nordiska mästerskapen.
Stenbergs mor, Kristina Stenberg, har själv varit gymnast på elitnivå. Bland annat ingick hon 1966 i det svenska VM-laget. 

## Meriter
Kvalificerad för EM 2009
Deltog vid JEM i Lausanne 2008
- UNM Stockholm 2007: 1:a i fristående, 1:a i ringar, 1:a i barr, 2:a i räck
- SM i Västerås 2006: 2:a i hopp, 2:a i fristående, 3:a i räck
- JSM i Västerås 2006, 3:a
- Deltog i VM i Århus 2006
- Deltog JEM i Volos 2006
- USM 2005, 2:a
- Mälarcupen, Stockholm 2005 1:a
- UNM Helsingfors 2004, 4:a
- Mälarcupen, Stockholm 2004, 3:a
- PNM 2003, 3:a